# Volkswagen ID.3
O Volkswagen ID.3 é um hatchback de segmento C elétrico produzido pela alemã Volkswagen desde 2019. É o primeiro carro de produção a utilizar a plataforma MEB, e o primeiro modelo da Série ID..
Foi apresentado em 9 de setembro de 2019 no Salão Automóvel de Frankfurt (IAA), depois de ser exibido pela primeira vez como carro-conceito no Paris Motor Show 2016. As entregas para clientes de varejo começaram na Alemanha em setembro de 2020.

## Visão geral

### Conceito de identificação
O ID.3 foi apresentado como um carro-conceito chamado Volkswagen ID, exibido pela primeira vez no Paris Motor Show 2016. Foi o primeiro modelo conceitual da nova submarca ID totalmente elétrica. De acordo com a Volkswagen, o ID apresentava inovações como espelhos retrovisores virtuais (usando câmeras de vídeo), design de bateria "barra de chocolate" e sensores LiDAR retráteis usados para direção autônoma, nem todos os recursos chegaram à versão de produção.

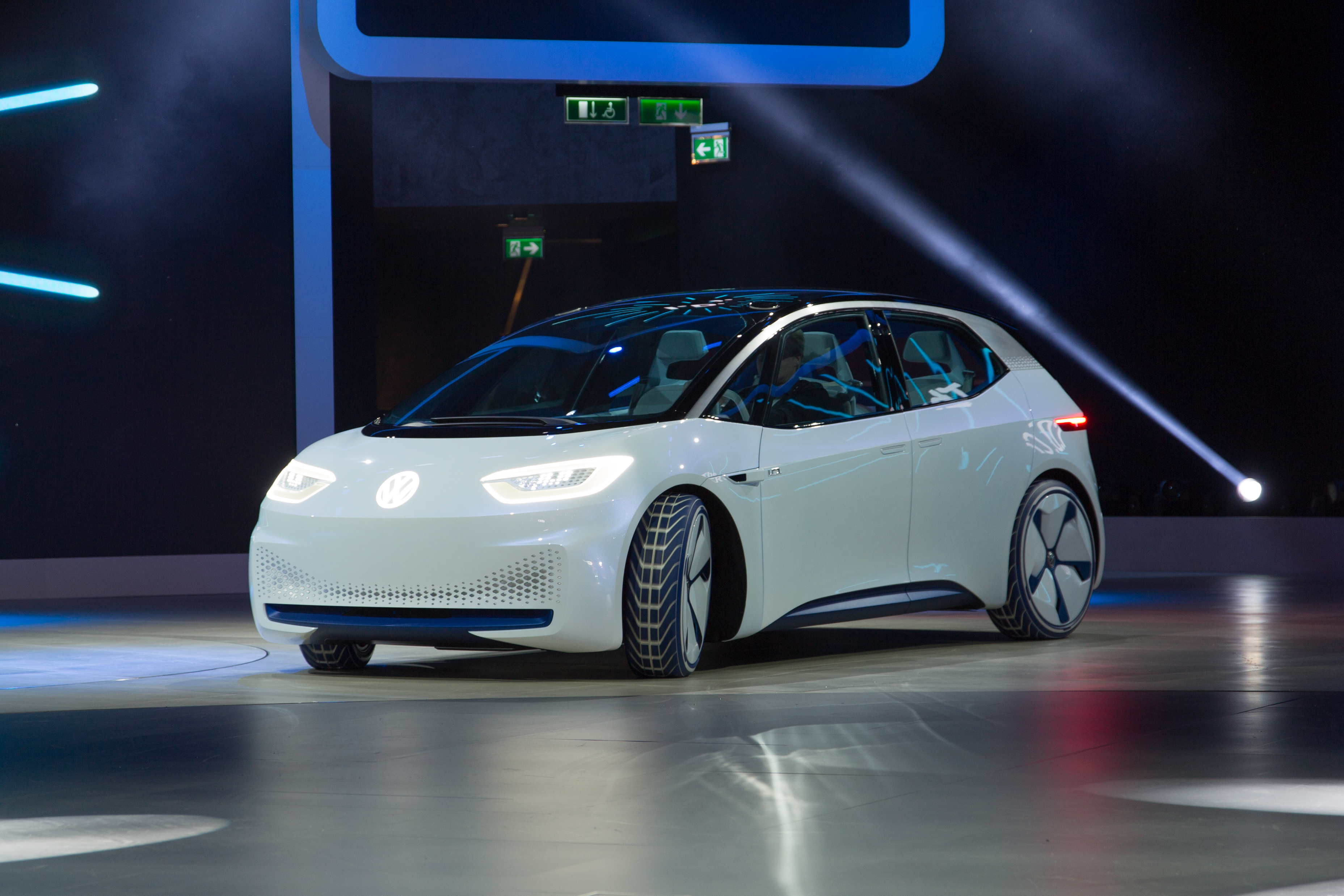
Conceito do Volkswagen ID. no IAA 2017
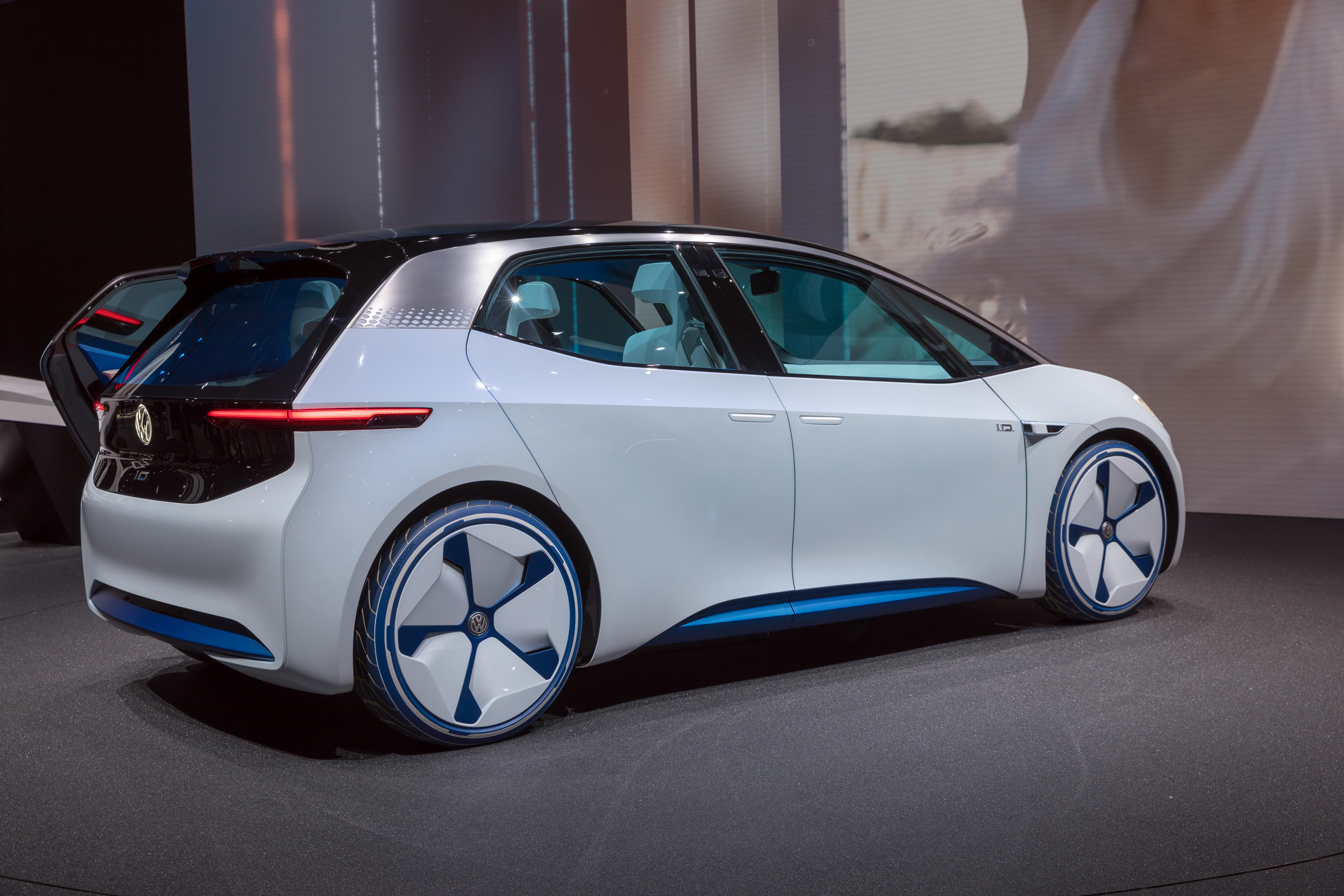
Conceito do Volkswagen ID. no Geneva Motor Show 2018

### Modelo de produção
Em maio de 2019, a Volkswagen confirmou que o modelo de produção baseado neste protótipo foi nomeado Volkswagen ID.3, em vez do nome ID Neo, e apresentado oficialmente no Salão do Automóvel de Frankfurt em setembro de 2019, juntamente com o novo logotipo e submarca da Volkswagen. O ID.3 é um dos cinco novos modelos da Volkswagen baseados na plataforma MEB. Os carros menores com os nomes ID.1 e ID.2 são esperados, e os modelos maiores irão variar de ID.4 a ID.9. A Volkswagen também solicitou a proteção de marca de um "X" adicional, supostamente para um SUV. As reservas para o modelo de lançamento do ID.3 começaram em 8 de maio de 2019, com entrega prevista para meados de 2020, enquanto o modelo básico, com custo estimado inferior a € 30.000, será entregue em 2021. A Volkswagen citou a alta demanda esperada como um motivo. Ele recebeu 10.000 reservas de compradores dentro de 24 horas após o início das pré-encomendas e 30.000 antes do lançamento no IAA 2019. As entregas no varejo começaram na Alemanha em setembro de 2020.
Os carros são montados na fábrica de Zwickau, onde a empresa espera atingir a capacidade total da fábrica (330.000 carros por ano) para produzir carros elétricos baseados na plataforma MEB a partir de 2021. Em 2021, uma linha de produção ID.3 adicional foi iniciada na Transparent Factory em Dresden.

Em 2021, a Volkswagen afirmou que estava considerando uma versão conversível, lançando 2 ilustrações de design.

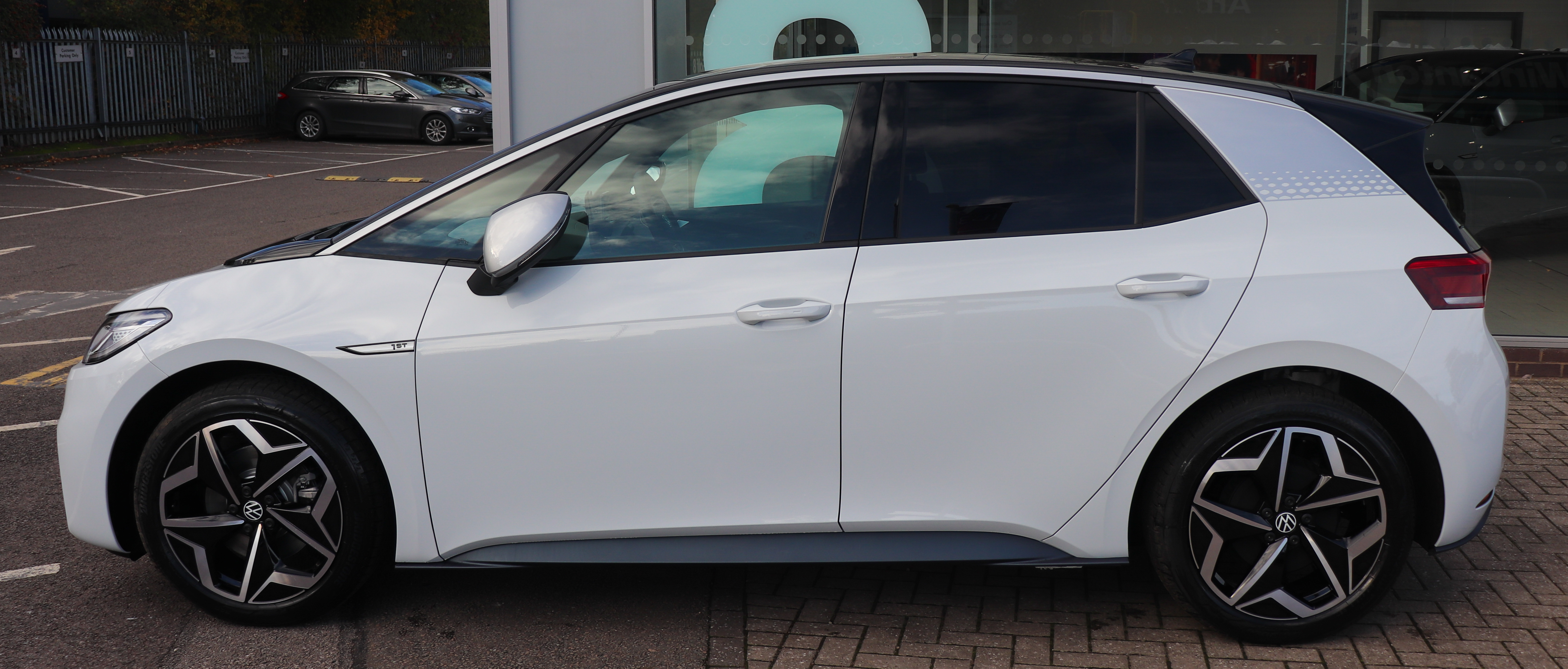
Visão lateral de um Volkswagen ID.3
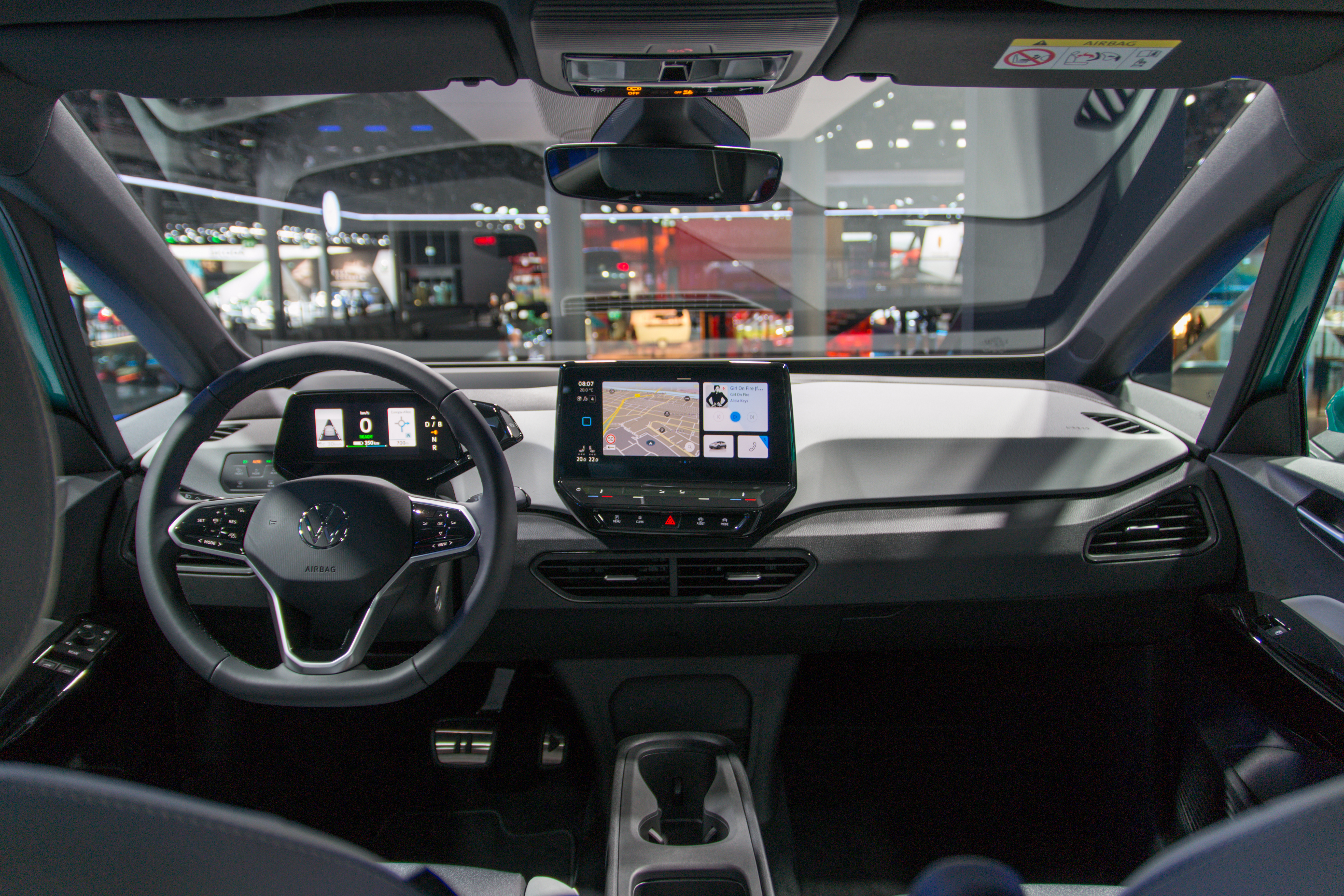
Visão interna do Volkswagen ID.3
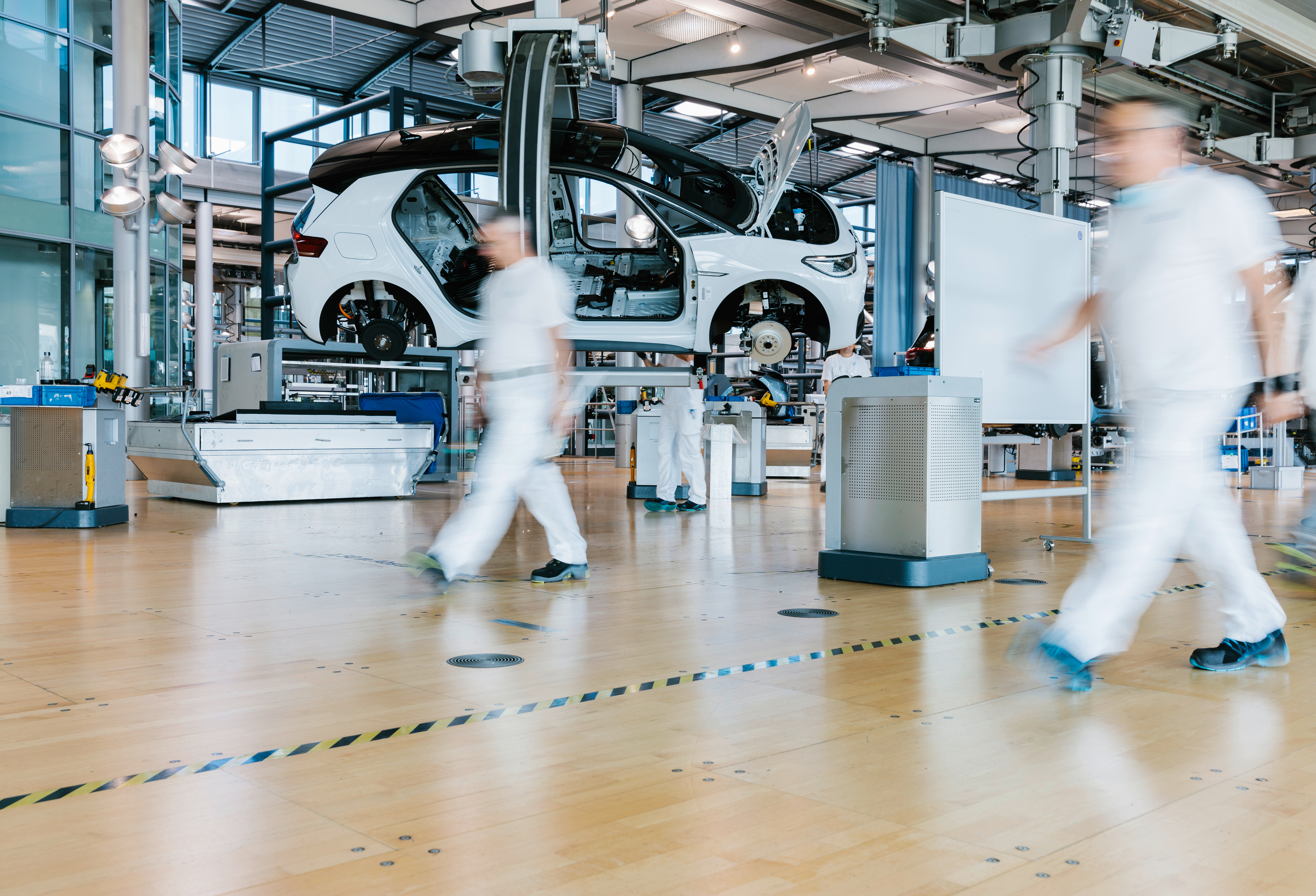
Linha de produção da Transparent Factory, Dresden

### Facelift
Em 18 de fevereiro de 2023, a Volkswagen publicou um teaser em vídeo do facelift do ID.3, com a estreia oficial ocorrendo em 1º de março. O facelift apresenta um para-choque dianteiro ligeiramente redesenhado e entradas de ar, bem como qualidade de material aprimorada.

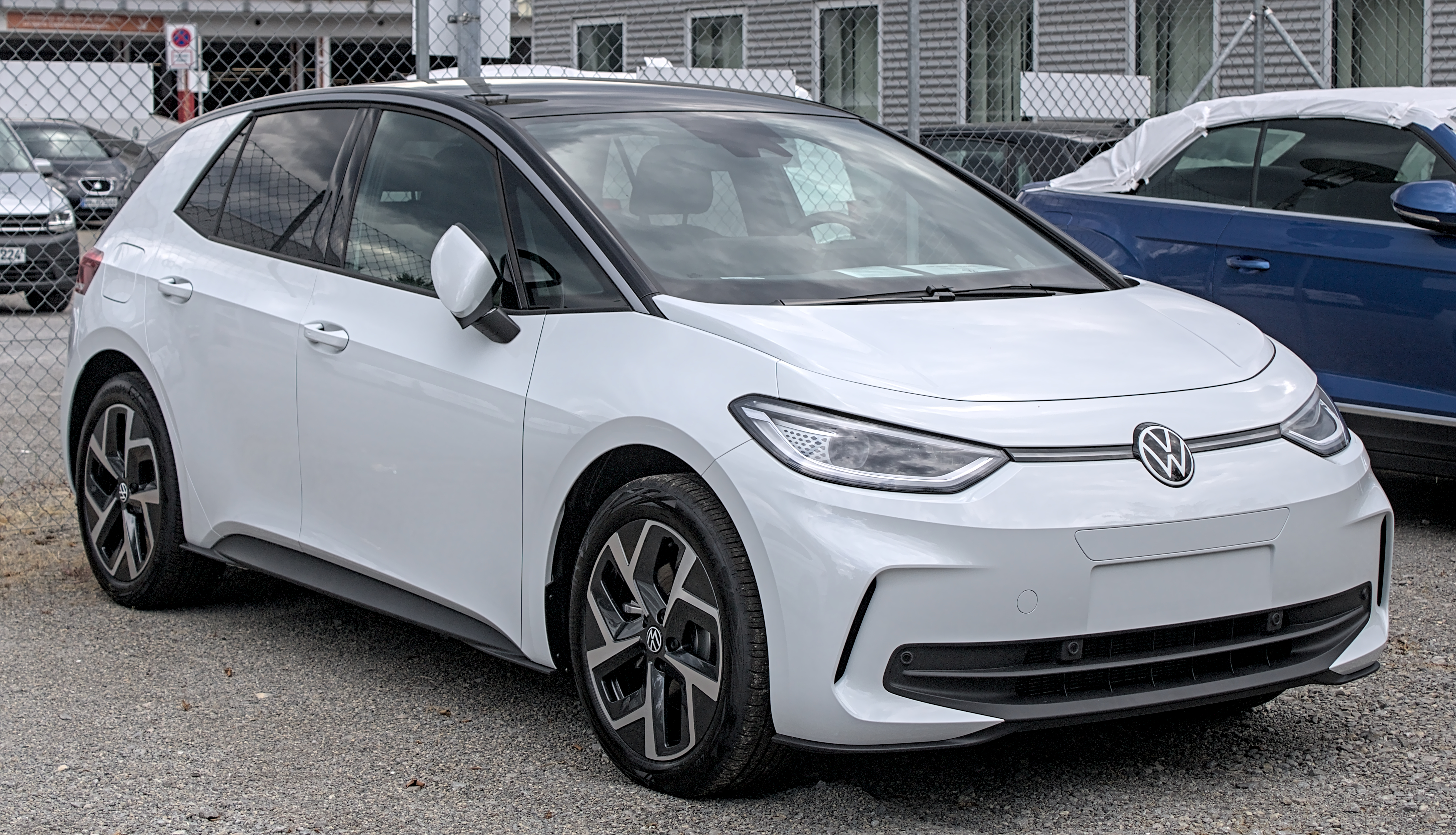
Visão frontal de um Volkswagen ID.3, após o facelift

### Especificações
No lançamento, o ID.3 do mercado europeu estava disponível em dois modelos: "ID.3 Pro Performance" e "ID.3 Pro S". Tanto o Pro Performance quanto o Pro S compartilharam o mesmo motor de tração APP 310, que tem uma saída de 150 kW (204 PS; 201 hp) e 310 N·m (229 ft·lb). A diferença estava na capacidade de armazenamento da bateria; a bateria Pro Performance tinha uma capacidade útil de 58 kWh, enquanto a bateria do Pro S era de 77 kWh. Um terceiro modelo (provisoriamente denominado "ID.3 Pro") foi planejado a seguir, com uma produção de 107 kW (145 PS; 143 hp). Um modelo básico foi lançado como "ID.3 Pure Performance" em abril de 2021. O Pure Performance foi equipado com uma bateria menor de 45 kWh com 148 hp (150 PS; 110 kW). Uma variante de alto desempenho do ID.3 está sendo considerada, usando tecnologia de bateria derivada do projeto ID.R.
A taxa de carregamento para o Pro Performance e Pro S é limitada a um máximo de 11 kW usando o carregador AC integrado; quando uma fonte DC é conectada através da entrada CCS padrão, a potência máxima de entrada sobe para 100 kW (Pro Performance) ou 125 kW (Pro S). As taxas de carregamento para o modelo básico foram planejadas para serem limitadas a 7,2 kW (CA) e 50 kW (DC), com opção para 100 kW (DC). A plataforma MEB suporta carregamento até 125 kW. A versão de 58 kWh suporta carregamento de 120 kW DC.
| Nome do modelo                             | Nome do modelo                                   | ID.3 Pure Performance    | ID.3 Pro                 | ID.3 Pro Performance     | ID.3 Pro S                                 |
| ------------------------------------------ | ------------------------------------------------ | ------------------------ | ------------------------ | ------------------------ | ------------------------------------------ |
| Disponibilidade                            | Disponibilidade                                  | A partir de 2021         | A partir de 2021         | A partir de 2021         | A partir de 2021                           |
| Transmissão                                | Transmissão                                      | Motor traseiro, RWD (RR) | Motor traseiro, RWD (RR) | Motor traseiro, RWD (RR) | Motor traseiro, RWD (RR)                   |
| Potência                                   | Força [ kW ]                                     | 110 kW (148 hp; 150 PS)  | 107 kW (143 hp; 145 PS)  | 150 kW (201 hp; 204 PS)  | 150 kW (201 hp; 204 PS)                    |
| Potência                                   | Torque [ N⋅m ]                                   | 310 N⋅m (229 lb⋅ft)      | 310 N⋅m (229 lb⋅ft)      | 310 N⋅m (229 lb⋅ft)      | 310 N⋅m (229 lb⋅ft)                        |
| Capacidade de carga (total / real) [ kWh ] | Capacidade de carga (total / real) [ kWh ]       | 55 / 45                  | 62 / 58                  | 62 / 58                  | 82 / 77                                    |
| Autonomia                                  | (EPA)                                            | Não avaliado             | Não avaliado             | Não avaliado             | Não avaliado                               |
| Autonomia                                  | (WLTP)                                           | 348 km                   | 425 km                   | 425 km                   | 548 km                                     |
| Autonomia                                  | Consumo ( WLTP )                                 | 15.1–14.9 kWh/100 km     | 15.7–15.5 kWh/100 km     | 15.8–15.5 kWh/100 km     | 16.2 kWh/100 km                            |
| Carga                                      | Potência máxima de carga rápida DC (DCFC) [ kW ] | até 110 kW, 50 kW padrão | até 120 kW               | até 120 kW               | até 125 kW                                 |
| Carga                                      | Potência de carregamento AC [ kW ]               | 7.2 kW                   | 11 kW                    | 11 kW                    | 11 kW                                      |
| Desempenho                                 | Aceleração [ 0–100 km/h ]                        | 8,9 segundos             | 9,6 segundos             | 7,3 segundos             | 7,9 segundos                               |
| Desempenho                                 | Velocidade máxima                                | 160 km/h                 | 160 km/h                 | 160 km/h                 | 160 km/h                                   |
| Capacidades                                | Peso [ kg ]                                      | 1,772 kg                 | 1,812 kg                 | 1,812 kg                 | 1,928–1,935 kg                             |
| Capacidades                                | Número de assentos                               | 5                        | 5                        | 5                        | 4 ou 5, dependendo das opções selecionadas |

As variantes de 77 kWh têm opções de quatro e cinco lugares; todos, exceto a variante de 77 kWh, terão um teto panorâmico opcional que pode ser combinado com um suporte de bicicleta na parte traseira.
O coeficiente de arrasto do carro é de 0,267, a área frontal é de 2,36 metros quadrados e o raio de viragem mínimo é 10,2 metros (33 pé).

### Variantes
| Variante/ Modelo | Pure Performance | Pro | Pro Performance | Pro S |
| ---------------- | ---------------- | --- | --------------- | ----- |
| Life             | Yes              | Yes | Yes             | Não   |
| Style            | Yes              | Não | Não             | Não   |
| Family           | Não              | Yes | Yes             | Não   |
| Max              | Não              | Não | Yes             | Não   |
| Tour             | Não              | Não | Não             | Yes   |

No lançamento o modelo estava disponível em três níveis de acabamento diferentes, ou seja, ID.3 1st, ID.3 1st Plus e ID.3 1st Max, todos baseados no modelo Pro Performance (bateria de 58 kWh). O tamanho da bateria e o trem de força permanecem os mesmos em todos os três níveis de acabamento; no entanto, existem diferentes níveis de equipamento, opções de estilo e rodas.

### Problemas de software
No início de 2020, foi anunciado que a entrega do ID.3 seria adiada até pelo menos setembro de 2020 devido a erros de software que a VW ainda não havia conseguido resolver. Alguns carros foram entregues sem alguns equipamentos em setembro, com os conectados à nuvem sendo entregues no final de 2020.

### Prêmios
- In January 2021, the ID.3 Pro Performance Life was named Small Electric Car of the Year by What Car? magazine.[37] What Car? awarded the ID.3 five stars out of five in its review of the car.[38]
- Em janeiro de 2021, o ID.3 Pro Performance Life foi eleito o Small Electric Car do Ano pela revista What Car?.[39] A publicação concedeu ao ID.3 cinco estrelas (de cinco possíveis) em sua análise do carro.[40]

### Vendas
Quase 57.000 unidades foram entregues em 2020, ficando entre os dez carros plug-in mais vendidos do mundo em apenas quatro meses no mercado.
| Ano  | Europa | China  |
| ---- | ------ | ------ |
| 2020 | 54.495 | ?      |
| 2021 | 72.723 | 6.737  |
| 2022 | 60.086 | 16.514 |